# Eriophyes similis
Espèce
Eriophyes similis est un acarien responsable de la formation de galles sur les feuilles du prunellier.